# Dagmar Piesker
Dagmar Piesker (* 1943 in Königshütte) ist eine deutsche Keramikkünstlerin.

## Leben und Werk
Dagmar Piesker absolvierte eine Keramikerlehre von 1962 bis 1965 und studierte im Fachbereich Keramik an der Wiesbadener Freien Kunstschule und der Fachhochschule Wiesbaden. 1981 erhielt sie ein Stipendium an der „Scuola dell cotto“ in Florenz. Nach einem weiteren Studienaufenthalt in Florenz 1984 gründete sie dort das „Centro della Terracotta“. Seit 1980 ist sie als freischaffende Keramikkünstlerin tätig. Sie lebt und arbeitet in Hausen vor der Höhe.
Ihre Skulpturen stellt Dagmar Piesker seit 1992 international aus, u. a. im Atelier Kunsthaus Wiesbaden sowie auf Werksausstellungen in Italien, Frankreich, Spanien, Israel, Polen, Russland und der Slowakei. Seit 2001 leitet sie das Projekt Kunst im Park.
Ihre Werke wurden u. a. vom Justizministerium Berlin und der Deutschen Bundesbank Frankfurt angekauft.

## Publikationen
- Die Kunst-Werkstatt Plastisches Gestalten und Modellieren mit Ton. Englisch Verlag ISBN 978-3-8241-1228-9